# 送信改造
送信改造（そうしんかいぞう）とは、主にアマチュア無線機やパーソナル無線機において、送信が禁止されている周波数での送信を可能にするための改造である。
アマチュア無線機や、パーソナル無線機は送信可能な周波数が定められているが、無線機回路の性質上、その周波数の周辺においても十分な送信能力を持っているのが普通である。そこで、現在販売されている国内のアマチュア無線機は意図的にPLLシンセサイザ回路の分周数に制限を加えて、許可周波数以外で送信できない処置が施されている。
これを無効化し、許可周波数以外での送信を可能にするのが送信改造である。
同様のことを、受信に関して行う場合は受信改造という。